# Psary (powiat lubliniecki)
Psary (niem. Psaar) – wieś sołecka w Polsce położona w województwie śląskim, w powiecie lublinieckim, w gminie Woźniki. Liczy ponad 1200 mieszkańców.

## Nazwa
Według niemieckiego geografa oraz językoznawcy Heinricha Adamy’ego nazwa miejscowości wywodzi się od polskiej nazwy „psa” – „von pies = Hund”. W swoim dziele o nazwach miejscowych na Śląsku wydanym w 1888 roku we Wrocławiu jako najwcześniejszą wymienia ją w obecnej polskiej formie – „Psary” podając jej znaczenie „Hunddorf”, czyli po polsku „Wieś psów”. Niemcy zgermanizowali nazwę na Psaar w wyniku czego utraciła ona swoje pierwotne znaczenie. Do nazwy nawiązuje wizerunek psa w herbie miejscowości.

## Historia
Od końca XVIII w. wieś posiadała pieczęć gminną, na której wizerunku przedstawiono psa.
W 1910 roku w miejscowości mieszkało 717 mieszkańców z czego 671 deklarowało język polski, 22 polski i niemiecki, a 24 niemiecki. W wyborach komunalnych jakie odbyły się w listopadzie 1919 roku oddano na ogólną liczbę 224 głosów na listę polską 190 głosów zdobywając 7 z 9 mandatów. Podczas plebiscytu na Śląsku swoje głosy oddało 401 osób w tym 41 emigrantów. Za Polską głosowało w nim 272 wotantów, a za Niemcami 115. Miejscowość objęły walki w czasie powstań śląskich. W nocy 22 sierpnia 1920 roku została zajęta w II powstaniu przez miejscowy oddział Polskiej Organizacji Wojskowej Górnego Śląska pod dowództwem Pawła Golasia.
W 1910 roku powstała Ochotnicza Straż Pożarna w Psarach Śląskich. Pierwszym prezesem został pan Karol Rygoł, zaś pierwszym naczelnikiem został pan Teodor Matyl.

## Administracja
W latach 1973–76 istniała gminy Psary.
W pobliżu miejscowości znajduje się Góra Grojec. Przez miejscowość przebiegała linia kolejowa nr 197 łącząca Woźniki z magistralą węglową, która eksploatowana była do 1993 roku. Miejscowość graniczy bezpośrednio z sołectwem Babienica.
1 września 1996 roku w Psarach otwarte zostało liceum ogólnokształcące. Pierwszym dyrektorem tej placówki był Józef Breguła.
2 czerwca 2021 roku otwarto w Psarach, przy ul. Głównej 89, filię Miejsko-Gminnego Ośrodka Kultury w Woźnikach.

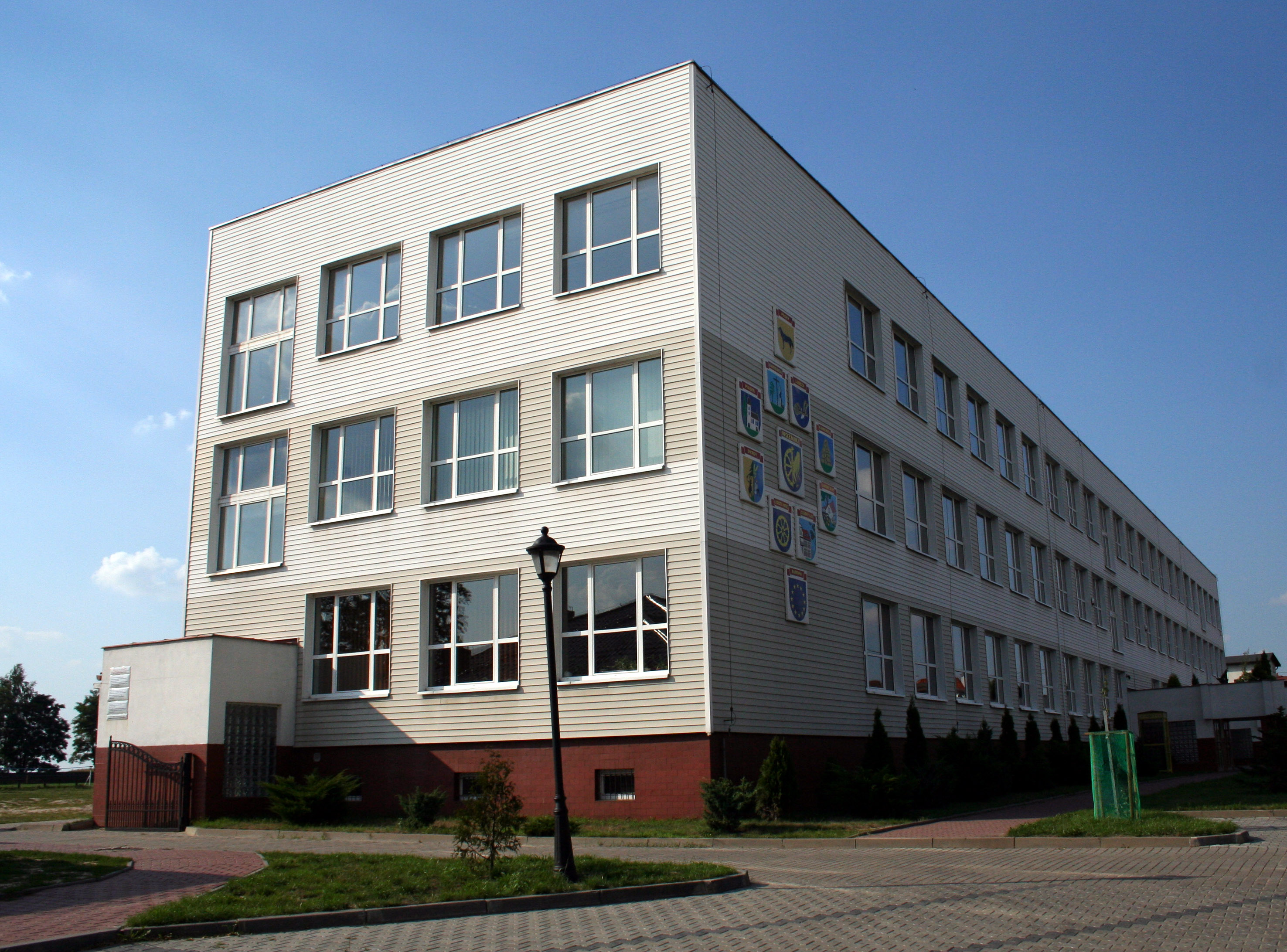
Budynek przedszkola, szkoły podstawowej i liceum ogólnokształcącego.

## Zabytki
- kapliczka i krzyż na ul. Lompy pochodzące z 1870 roku,
- kapliczka św. Urbana na ul. Powstańców z XVIII wieku,
- krzyż wraz z sygnaturką na krzyżowaniu ulic Głównej i Dworcowej z XVIII wieku,
- istnieją również trzy kapliczki przydrożne które powstały na początku XX wieku[10].

## LKS Orzeł Psary-Babienica
We wsi działa klub sportowy Orzeł Psary-Babienica, założony w 1931 r. Klub ma barwy czerwono-żółto-zielone. Sekcja piłki nożnej w latach 2007-2011 występowała w III lidze. 3 sierpnia 2011 r. doszło do fuzji klubów Skra Częstochowa i LKS Orzeł Psary Babienica. Na mocy zawartego porozumienia Skrze przekazano sekcję piłki nożnej Orła składającą się z dwóch drużyn seniorskich i dwóch drużyn młodzieżowych. Ponadto zajęła ona miejsce Orła w III lidze. W następnym sezonie 2011/2012 zespół Orła Psary-Babienica rozpoczął rozgrywki w lublinieckiej A klasie.
W 2023 roku gruntownie przebudowano stadion. Modernizacja objęła wymianę nawierzchni na syntetyczną, budowę nowych trybun z częściowym jej zadaszeniem. Zamontowano również maszty oświetleniowe, piłkochwyty oraz przebudowano i nadbudowano kompleks szatniowo-sportowy. Boisko z nową nawierzchnią syntetyczną uzyskało certyfikat FIFA Quality Pro.